# WWF Women's Tag Team Championship
Het WWF Women's Tag Team Championship was een professioneel worstelkampioenschap van World Wrestling Federation.

## Titel geschiedenis
| Worstelaars                                            | # | Datum           | Stad               | Aantekeningen |
| ------------------------------------------------------ | - | --------------- | ------------------ | --- |
| Velvet McIntyre en Princess Victoria                   | 1 | 13 mei 1983     | Calgary            | McIntyre en Victoria waren regerend NWA Women's Tag Team Champions. De National Wrestling Alliance werd overgenomen door WWF. Ze werden door WWF verkozen tot de eerste WWF Tag Team Champions. Ze wonnen van Joyce Grable en Wendi Richter. |
| Velvet McIntyre en Desiree Petersen                    | 1 | december 1984   |                    | Petersen verving Princess Victoria. |
| The Glamour Girls (Leilani Kai en Judy Martin)         | 1 | augustus 1985   | Egypte             | |
| Jumping Bomb Angels (Noriyo Tateno en Itsuki Yamazaki) | 1 | 24 januari 1988 | Hamilton (Ontario) | Dit was een two out of three falls match op Royal Rumble |
| The Glamour Girls                                      | 2 | 8 juni 1988     | Saitama, Japan     | |